# Mestský štadión (Dubnica)
Het Mestský štadión is een multifunctioneel stadion in Dubnica nad Váhom, een stad in Slowakije.
Het stadion wordt vooral gebruikt voor voetbalwedstrijden, de voetbalclub FK Dubnica maakt gebruik van dit stadion. In het stadion is plaats voor 5.450 toeschouwers. Tweemaal maakte het nationale voetbalelftal van Slowakije gebruik van dit stadion: in 1999 speelde het hier tegen Liechtenstein (EK 2000 kwalificatie) en in 2007 tegen San Marino (EK 2008 kwalificatie). Het was ook een van de stadions die werden gebruikt voor het Europees kampioenschap voetbal mannen onder 17 van 2013. Het werd gerenoveerd in 2008. Bij die renovatie werd er een extra tribune gebouwd, zodat er meer toeschouwers bij een wedstrijd konden zijn.